# Síndrome de Wolff-Parkinson-White
El síndrome de Wolff-Parkinson-White (WPW) es un síndrome de preexcitación de los ventrículos del corazón debido a una vía accesoria conocida como «haz de Kent» que transcurre por la parte anterolateral de la aurícula y ventrículo derecho (en caso de ser por el izquierdo, se conoce como «haz de Ohnell»). Esta vía es una comunicación eléctrica anormal de la aurícula al ventrículo.
La prevalencia del síndrome de WPW oscila entre el 0,1% y el 0,3% de la población general.
Aunque la amplia mayoría de individuos con el síndrome de WPW permanecen asintomáticos a lo largo de toda su vida, hay un riesgo de muerte súbita asociada con el síndrome. Es poco frecuente (incidencia menor de 0,6 %) y se debe a las taquiarritmias que esta vía accesoria produce en el individuo.

## Signos y síntomas
Los pacientes suelen estar asintomáticos. Sin embargo, durante los episodios de taquicardia supraventricular, el individuo puede experimentar palpitaciones (percepción de los propios latidos del corazón), mareo, dificultad para respirar, y en ocasiones sensación de desmayo. Un ECG mostrará la "onda delta" característica.

## Fisiopatología

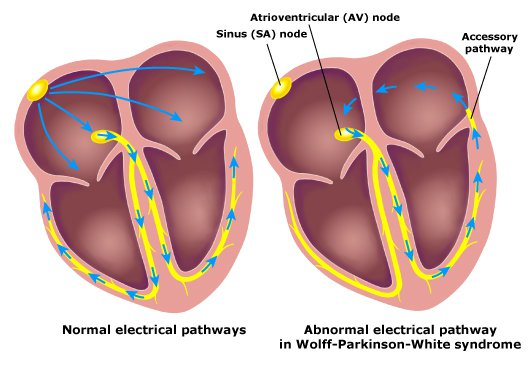
Representación gráfica del síndrome de Wolff-Parkinson-White

En los individuos sin el síndrome, la actividad eléctrica en el corazón se inicia en el nódulo sinusal (localizado en la aurícula derecha), se propaga al nódulo auriculoventricular (AV), y sigue a través del haz de His a los ventrículos del corazón.
El nódulo AV actúa como "barrera", limitando la actividad eléctrica que llega a los ventrículos del corazón. Esta función del nódulo AV es importante, porque si las señales generadas en las aurículas del corazón aumentan su ritmo (caso de la fibrilación auricular o el aleteo auricular), el nódulo AV limitará la actividad eléctrica que comunicará a los ventrículos. Por ejemplo, si las aurículas se activan eléctricamente a 300 latidos por minuto, la mitad de esos impulsos eléctricos serán bloqueados por el nódulo AV, para que los ventrículos se activen a 150 latidos por minuto (dando un pulso de 150 latidos por minuto). Otra propiedad importante del nódulo AV es que reduce los impulsos eléctricos individuales. Esto se manifiesta en el ECG en el intervalo PR, esto es, el tiempo que va desde la activación de las aurículas (onda P) a la activación de los ventrículos (complejo QRS).
Los individuos con el síndrome de WPW presentan una vía accesoria de conducción auriculoventricular que se conoce como haz de Kent. Corresponde a una comunicación eléctrica anormal entre las aurículas y los ventrículos. Esta vía accesoria no comparte las propiedades del nódulo AV citadas anteriormente, con lo que puede conducir la actividad eléctrica a un ritmo significativamente más alto que el nódulo AV. En el ejemplo de antes, si un individuo tenía un ritmo auricular de 300 latidos por minuto, el haz accesorio es capaz de conducir todos los impulsos eléctricos de las aurículas a los ventrículos, haciendo que los ventrículos se activen a 300 latidos por minuto. Un ritmo cardíaco demasiado rápido es potencialmente peligroso, porque puede causar inestabilidad hemodinámica. En algunos casos, la combinación de una vía accesoria y arritmias cardiacas puede desencadenar fibrilación ventricular, una de las principales causas de muerte súbita cardíaca.

### Haz de Kent
El haz de Kent es una vía de conducción accesoria entre las aurículas y los ventrículos del corazón. Se trata de una vía anormal que está presente en un pequeño porcentaje de la población general. Esta vía es un haz de tejido de conducción  que puede encontrarse o bien entre la aurícula izquierda y el ventrículo izquierdo, en cuyo caso se denomina preexcitación de tipo A, o bien entre la aurícula derecha y el ventrículo derecho, en cuyo caso se denomina preexcitación de tipo B. Los problemas surgen cuando esta vía crea un circuito eléctrico que evita el nódulo AV. El nódulo AV tiene la propiedad de disminuir la velocidad de los impulsos eléctricos, mientras que la vía que se establece través del haz de Kent no. Cuando se realiza una conexión eléctrica anormal a través de este haz, se produce la taquiarritmia.
A fin de tratar a las personas con WPW, se destruye el haz de Kent por medio de la ablación con radiofrecuencia o con crioablación. Este procedimiento lo realizan casi exclusivamente los electrofisiólogos cardíacos.

## Diagnóstico

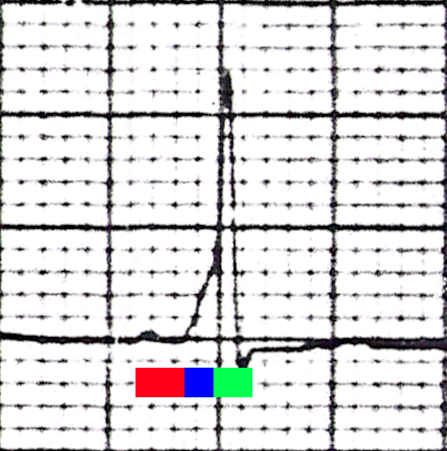
Esta pulsación de una tira de ritmo en V_{2} muestra hallazgos característicos del síndrome de WPW, como la onda delta característica (por encima de la barra azul), el intervalo PR corto (barra roja) de 0,08 segundos, y el complejo QRS ensanchado (verde) de 0,12 segundos.

En un individuo asintomático, el síndrome de WPW suele diagnosticarse mediante el ECG de superficie. Aquí se encuentra un rasgo característico de este síndrome, la onda delta, que se manifiesta en la pendiente del principio de la rama ascendente de la onda R, al ser menos pronunciada de lo normal. Después de algunas centésimas de segundo, la pendiente vuelve a ser normal. Esta onda delta, que se verifica antes y durante la fase inicial de la onda R, acarrea un acortamiento del intervalo PR y un alargamiento de la duración del complejo QRS, así como trastornos de repolarización.
Si el paciente experimenta episodios de fibrilación auricular, el ECG mostrará una taquicardia polimórfica de complejo ancho. Esta combinación de fibrilación auricular y WPW se considera peligrosa, por lo que están contraindicados la mayoría de fármacos antiarrítmicos.
Cuando un individuo está en ritmo sinusal (ritmo normal), las características de un ECG con WPW son un intervalo PR corto (menor de 120 ms) y un complejo QRS ancho (mayor de 110 ms) con presencia de onda delta.
En individuos con el síndrome de WPW, la actividad eléctrica, que se inicia en el nódulo sinusal, viaja a través de la vía accesoria así como a través del nódulo auriculoventricular para activar los ventrículos mediante ambas vías de acceso. Puesto que la vía accesoria no frena el impulso eléctrico (cosa que sí hace el nódulo AV), este activa primero los ventrículos mediante la vía accesoria, e inmediatamente después mediante el nódulo AV. Esto ocasiona un intervalo PR corto y la presencia de ondas delta.
Es normal que pacientes con WPW a menudo manifiesten más de una vía accesoria. En algunos pacientes se han encontrado hasta ocho vías anormales suplementarias, en especial en individuos con anomalía de Ebstein.
En ocasiones se ha asociado el síndrome de Wolff-Parkinson-White con la neuropatía óptica hereditaria de Leber (NOHL), una forma de enfermedad mitocondrial.

## Estratificación del riesgo

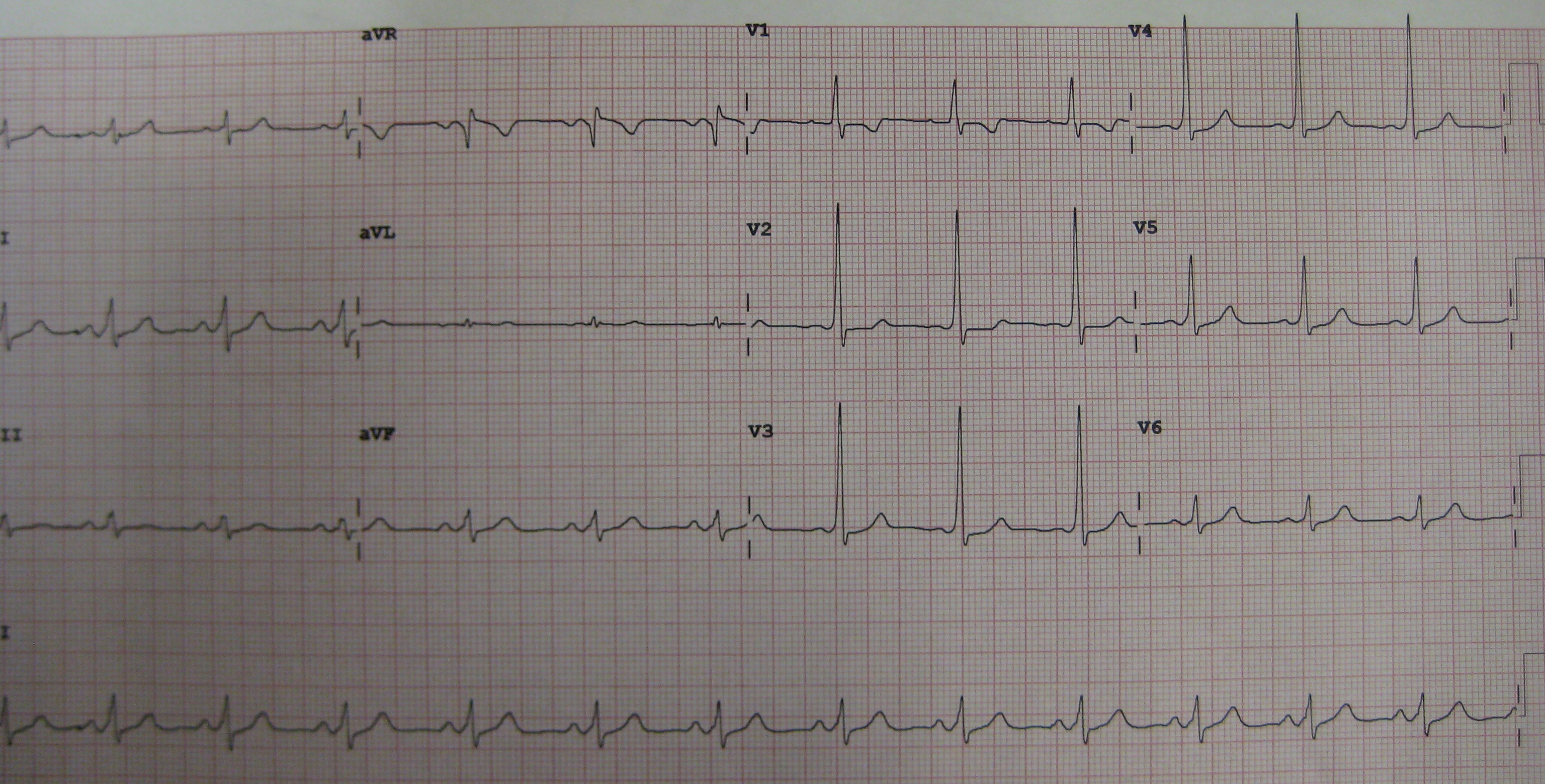
ECG de 12 derivaciones de un paciente con WPW. Nótese la onda delta característica y el intervalo PR corto.

El tratamiento depende de la estratificación del riesgo del individuo. Ésta se realiza para determinar qué individuos con el síndrome de WPW están en peligro de sufrir muerte cardiaca súbita (MCS), que en estos individuos se debe a la propagación de una arritmia auricular a los ventrículos a un ritmo muy alto.
Debería realizarse un buen interrogatorio en busca de episodios de síncopes o palpitaciones (percepción repentina del propio latido del corazón, normalmente irregular) inexplicables, que pueden deberse a episodios anteriores de taquicardias relacionadas con la vía eléctrica accesoria.
Los individuos con síndrome de WPW en los cuales las ondas delta desaparecen con el aumento del ritmo cardíaco son los que tienen el menor riesgo de padecer MCS. Esto es porque la pérdida de la onda delta demuestra que la vía accesoria no puede conducir los impulsos eléctricos a un ritmo alto (en la dirección anterógrada). Por lo general, estos individuos no tendrán una conducción rápida por la vía accesoria durante los episodios de fibrilación auricular.
La estratificación de riesgo se realiza mejor mediante estimulación eléctrica programada (EEP) en el laboratorio de electrofisiología cardíaca. Es un procedimiento invasivo, en el cual el ritmo de propagación del impulso por la vía accesoria se determina estimulando las aurículas e induciendo una fibrilación auricular transitoria.
Entre los factores de alto riesgo que pueden estar presentes durante una EEP destacan: un periodo refractario efectivo de la vía accesoria menor que 270 ms, múltiples vías accesorias, posición septal de la vía e inducibilidad de taquicardia supraventricular. Generalmente se considera que los individuos con cualquiera de estos factores tienen alto riesgo de padecer MSC, por lo que deben ser tratados en consecuencia.
No está del todo claro si la estratificación invasiva del riesgo (con estimulación eléctrica programada) es necesaria en los individuos asintomáticos.  Mientras algunos grupos abogan por la aplicación de la EEP para la estratificación de riesgo en todos los individuos menores de 35 años, otros solamente se la proponen a individuos cuyo historial médico hace pensar en una taquiarritmia, puesto que la incidencia de muerte súbita es baja.

## Tratamiento
Es posible que los pacientes de WPW que sufran taquidisrritmias puedan requerir cardioversión eléctrica si su condición es crítica. Si es más estable, puede recurrirse al tratamiento médico. A menudo, los pacientes con fibrilación auricular y respuesta ventricular rápida son tratados con procainamida para estabilizar su ritmo cardíaco. También puede aplicarse la cardioversión a los pacientes con ritmo cardíaco acelerado y complejo QRS ancho.
El tratamiento definitivo para el síndrome de WPW es una destrucción de la vía eléctrica anormal mediante la ablación con catéter por radiofrecuencia, procedimiento que es realizado casi exclusivamente por electrofisiólogos cardíacos. Ahora bien, no a todos los individuos con el síndrome de WPW se les realiza la ablación, porque hay riesgos inherentes implicados en el procedimiento. El verapamilo está contraindicado para pacientes con fibrilación o aleteo auricular con antecedentes de WPW. La adenosina también ha demostrado efectividad al WPW.
Cuando la realiza un electrofisiólogo experimentado, la ablación por radiofrecuencia tiene una alta tasa de éxito. Si se realiza bien, el paciente está por lo general curado. Después de una ablación satisfactoria, las tasas de recurrencia son menores al 5%. Los individuos con una anomalía de Ebstein subyacente pueden desarrollar vías accesorias suplementarias durante la progresión de su enfermedad.

## Epónimo
El síndrome toma su nombre de John Parkinson, Paul Dudley White y Louis Wolff.